# Haakon Chevalier
Haakon Maurice Chevalier (10 de septiembre de 1901 - 4 de julio de 1985) fue un escritor, traductor y profesor estadounidense de literatura francesa en la Universidad de California, Berkeley, mejor conocido por su amistad con el físico J. Robert Oppenheimer, a quien conoció en Berkeley, en 1937.
La relación de Oppenheimer con Chevalier, y su relación con un posible reclutador de la inteligencia soviética, ocupó un lugar destacado en una audiencia de 1954 de la Comisión de Energía Atómica de EE. UU. sobre la autorización de seguridad de Oppenheimer, que fue revocada.

## Primeros años de vida
Chevalier nació el 10 de septiembre de 1901 en Lakewood Township, Nueva Jersey, hijo de Emile y Therese Chevalier (de soltera Roggen), respectivamente de ascendencia francesa y noruega. Cuando tenía veinte años se sintió atraído por los aspectos románticos de la navegación y se embarcó como marinero en uno de los últimos veleros comerciales, la goleta estadounidense de cuatro mástiles Rosamond para un viaje al océano austral y Ciudad del Cabo. Dejó un testimonio vívido y nostálgico de este final de la era de la vela en su libro The Last Voyage of the Schooner Rosamond.

## Trabajo
En 1945, Chevalier se desempeñó como traductor en los juicios de Núremberg y describió sus experiencias en un diario. Tradujo muchas obras de Salvador Dalí, André Malraux, Vladimir Pozner, Louis Aragon, Frantz Fanon y Victor Vasarely al inglés.

## Relación con Oppenheimer
Chevalier conoció a Oppenheimer en 1937 en Berkeley cuando era profesor asociado de lenguas romances. Juntos fundaron la sucursal de Berkeley de un sindicato de maestros, que patrocinaba beneficios para causas de izquierda.
Chevalier informó a Oppenheimer en 1942 de una discusión que tuvo con George Eltenton que lo perturbó considerablemente, y pensó que Oppenheimer debería saber sobre los intentos soviéticos a través de Eltenton de obtener informaciones sobre el Proyecto Manhattan. Esa breve conversación, el informe tardío de Oppenheimer sobre ella y los intentos de ocultar la identidad de Chevalier, se convertirían más tarde en uno de los temas clave en la audiencia de seguridad de Oppenheimer en 1954 frente a la Comisión de Energía Atómica. Chevalier escribió más tarde un relato de esos eventos, titulado Oppenheimer: The Story of a Friendship.
Chevalier fue entrevistado en The Day After Trinity (1981), un documental nominado al Oscar sobre Oppenheimer y la bomba atómica. Fue interpretado por Jefferson Hall en la película Oppenheimer de Christopher Nolan de 2023. 

## Vida personal
Chevalier tuvo cuatro hijos de tres matrimonios. De 1922 a 1931 estuvo casado con Ruth Bosley, luego con Barbara Lansburgh de 1931 a 1950 y finalmente con Carol Lansburgh en 1952.
Después de la audiencia del Subcomité de Actividades Antiamericanas de la Cámara de Representantes, Chevalier perdió su trabajo en Berkeley en 1950; incapaz de encontrar otra cátedra en los Estados Unidos, se mudó a Francia, donde continuó trabajando como traductor.
Chevalier regresó brevemente a los Estados Unidos en julio de 1965 para asistir a la boda de su hija en San Francisco.
Chevalier murió en 1985 en París a la edad de 83 años. No se informó la causa de la muerte.

### Traducciones
- Vladimir Pozner. 1942. The Edge of the Sword (Deuil en 24 heures). Modern Age Books.
- Vladimir Pozner. 1943. First Harvest (Les Gens du pays).
- Kessel, Joseph. 1944. Army of Shadows (L'Armée des ombres). Alfred A. Knopf
- Malraux, André. 1961. Man's Fate. Random House Modern Library. ASIN B000BI694M
- Aragon, Louis. 1961. Holy Week. G. P. Putnam's Sons. ASIN B000EWMJ3A
- Dalí, Salvador. 1986. The Secret Life of Salvador Dalí. Dasa Edicions, S.A. ISBN 84-85814-12-6
- André Maurois, 1962. Seven faces of love. Doubleday. ASIN B0007H6IX4
- Michaux, Henri. 1963. Light Through Darkness. Orion Press. ASIN B0007E4GJ0
- Vasarely, Victor. 1965. Plastic Arts of the Twentieth Century, Volume 1. Editions du Griffon. ASIN B000FH4NZG
- Fanon, Frantz, A Dying Colonialism 1965

## Literatura seleccionada
- Broad, William J. 8 de septiembre de 2002. Father of A-bomb was Communist, book claims. New York Times. A7.
- Gray, Gordon. 1954. In the matter of J. Robert Oppenheimer: transcript of hearing before Personnel Security Board. U.S. Govt. Print. Off. p. 4-6.
- Herken, Gregg. 2002. Brotherhood of the Bomb: The Tangled Lives and Loyalties of Robert Oppenheimer, Ernest Lawrence, and Edward Teller. New York: Henry Holt and Company, LLC.
- New York Times. 11 de julio de 1985. Haakon Chevalier, 83, Author and Translator. Section B; Page 6, Column 4; National Desk.
- Washington Post. 11 de julio de 1985. 'Metro; Deaths Elsewhere. C7.